# بخش آلتو ساپوسوا
بخش التو ساپوسوا (به اسپانیایی: Alto Saposoa District) یک سکونتگاه مسکونی در پرو است که در منطقه سن مارتین واقع شده‌است.

## خصوصیات
بخش التو ساپوسوا ۱٬۳۴۷٫۳۴ کیلومترمربع مساحت و ۲٬۱۵۶ نفر جمعیت دارد و ۴۲۰ متر بالاتر از سطح دریا واقع شده‌است.